# Bonsai (hudební skupina)
Bonsai byla pražská folková hudební skupina, která patřila v 80. letech 20. století na české folkové scéně mezi známá a úspěšná seskupení. V letech 1983 a 1984 vyhrála Portu.

## Historie
Folkovou skupinu založili na podzim 1981 studenti medicíny Zdeněk Hříbal a Tomáš Poláček s Martinem Kellerem. Repertoár tvořily písně Františka Stralczynského, který v té době byl na základní vojenské službě. Poprvé veřejně vystoupila v roce 1982. V letech 1983 a 1984 získala jednu z hlavních cen festivalu Porta. Další roky intenzivně vystupovala, v klubech i na festivalech. V roce 1987 natočili studiovou nahrávku, písně Zázraky a Jinotaje (vydal Supraphon). Skupina se v roce 1989 rozpadla.
V roce 1990 zakládají původní zakladatelé Zdeněk Hříbal a Tomáš Poláček skupinu Bílá nemoc (elektrifikovaný nástupce Bonsaie). František Stralczynský vystupoval dále sólově. V roce 1997 vyšlo pod hlavičkou skupiny album Rozpad kolonií,s původní skupinou mělo album společné jen repertoár. S velkým odstupem v roce 2014 jí nakladatelství Galén vydalo archivní dvojalbum Historka s podtitulem Nahrávky z let 1982–1988. Pravděpodobně nejznámější písničkou kapely byla "Na skleničku s Napoleonem".
Původní sestavu skupiny tvořil kvartet František Stralczynský (téměř výhradní autor repertoáru), Tomáš Poláček, Zdeněk Hříbal a Ája (Alena) Suková (pozdější spolupracovnice J. Ledeckého, skupiny Žlutý pes a studiová sólistka), později Eva Kulichová (představitelka hlavní role ve filmu Zdenka Zaorala Pavučina).
V její tvorbě pokračuje jihočeská skupina Bonsai č. 3.

## Diskografie
- Zázraky a Jinotaje (SP, 1987, Supraphon v edici Dostavník)
- Rozpad kolonií (CD, 1997, Tonus)
- Historka. Nahrávky z let 1982–1988 (2 CD, 2014, Galén)